# Rejencja inowrocławska

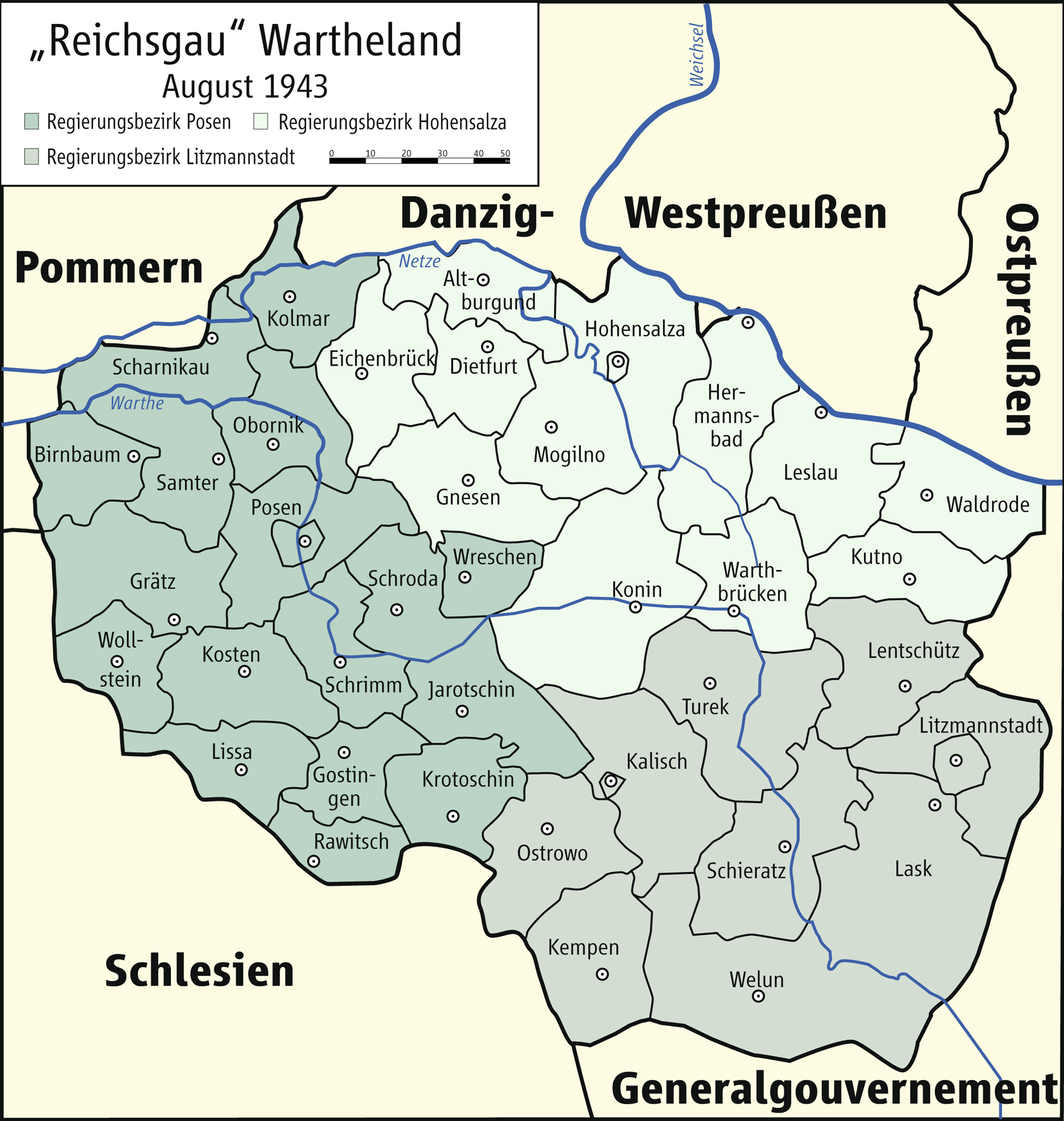
Mapa Kraju Warty z rejencjami i miastami powiatowymi

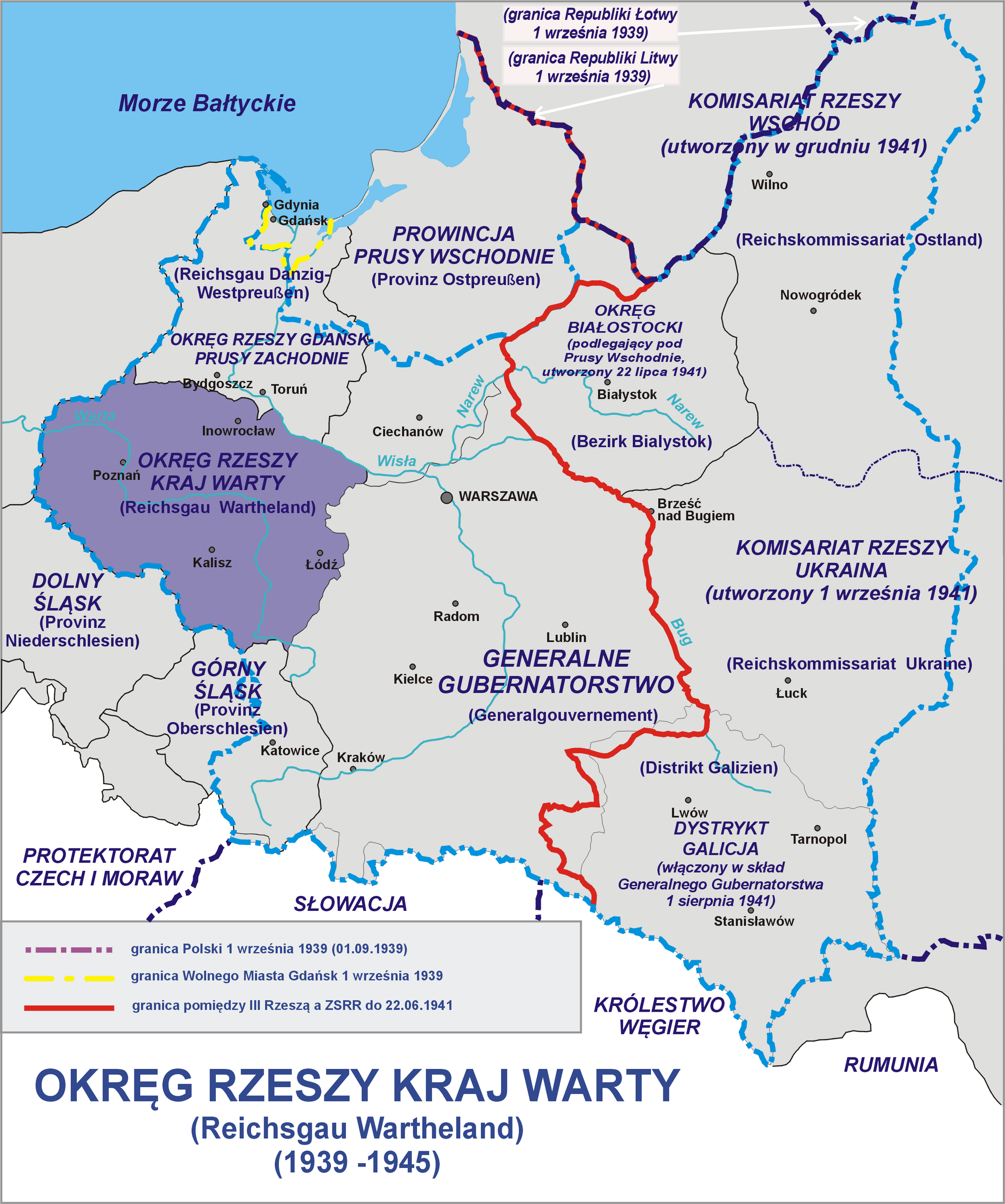
Położenie Kraju Warty względem przedwojennych granic Polski

Rejencja inowrocławska (niem. Regierungsbezirk Hohensalza) – niemiecka jednostka administracyjna istniejąca w latach 1939–1945 jako jedna z rejencji (okręgów) Kraju Warty.

## Historia
Rejencja powstała w 1939, po napaści na Polskę i objęła tereny z pogranicza województw pomorskiego i poznańskiego oraz fragmenty województw łódzkiego (powiat kutnowski) i warszawskiego (powiat gostyniński). Została opanowana przez żołnierzy Armii Czerwonej i powróciła do przedwojennych jednostek polskiej administracji w 1945 roku.

## Podział administracyjny
Miasta wydzielone:
- Gnesen
- Hohensalza
- Leslau

### Powiaty
- Landkreis Altburgund (szubiński)
- Landkreis Dietfurt (żniński)
- Landkreis Eichenbrück (wągrowiecki)
- Landkreis Gnesen (gnieźnieński)
- Landkreis Hermannsbad (ciechociński z siedzibą w Weichselstädt)
- Landkreis Hohensalza (inowrocławski)
- Landkreis Konin (koniński)
- Landkreis Kutno (kutnowski)
- Landkreis Leslau (włocławski)
- Landkreis Mogilno (mogileński)
- Landkreis Waldrode (gostyniński)
- Landkreis Warthbrücken (kolski)